# تيتو أورتيز
تيتو أورتيز (بالإنجليزية: Tito Ortiz) هو مصارع محترف أمريكي، ولد في 23 يناير 1975 في شاطئ هنتنغتون في الولايات المتحدة.

## وصلات خارجية
- الموقع الرسمي
- تيتو أورتيز على موقع يو إف سي (الإنجليزية)
- تيتو أورتيز على موقع بيلاتور (الإنجليزية)
- تيتو أورتيز على موقع شيردوغ (الإنجليزية)
- تيتو أورتيز على موقع Tapology.com (الإنجليزية)
- تيتو أورتيز على موقع إي إس بي إن (الإنجليزية)
- تيتو أورتيز على موقع قاعدة بيانات المصارعة على الإنترنت (الإنجليزية)
- تيتو أورتيز على موقع IMDb (الإنجليزية)
- تيتو أورتيز على موقع ألو سيني (الفرنسية)
- تيتو أورتيز على موقع أول موفي (الإنجليزية)
- تيتو أورتيز على موقع إن إن دي بي (الإنجليزية)
- تيتو أورتيز على موقع قاعدة بيانات الفيلم (الإنجليزية)
- تيتو أورتيز على موقع كينوبويسك (الروسية)